# Penarol AC
Der Penarol Atlético Clube, in der Regel nur kurz Penarol genannt, ist ein Fußballverein aus Itacoatiara im brasilianischen Bundesstaat Amazonas.
Aktuell spielt der Verein in der vierten brasilianischen Liga, der Série D.

## Erfolge
- Staatsmeisterschaft von Amazonas: 2010, 2011, 2020

## Stadion
Der Verein trägt seine Heimspiele im Estádio Floro de Mendonça in Itacoatiara aus. Das Stadion hat ein Fassungsvermögen von 5000 Personen.

## Trainerchronik
Stand: 22. Juni 2021
| Trainer                 | Nation    | von            | bis   |
| ----------------------- | --------- | -------------- | ----- |
| Edmilson de Jesus Souza | Brasilien | 5. Januar 2021 | ?     |
| Vagner Dos Santos       | Brasilien | Juni 2021      | heute |